# Tehnični zavod Slovenske vojske
Tehnični zavod Slovenske vojske je ustanova Slovenske vojske, ki skrbi za:
- redno in strokovno vzdrževanje orožja in opreme,
- proizvodnjo rezervnih delov,
- izdelava tehnične dokumentacije,
- skladiščenje rezervnih delov,
- usposabljanje za VED nazive,...

## Zgodovina
Leta 2001 je poveljstvo nad zavodom prevzelo poveljstvo enot za podporo Slovenske vojske.

## Poveljstvo
Načelniki
- polkovnik Bernard Bradešek (2002 - )

## Organizacija
- poveljstvo
- enota Ljubljana-Polje
- enota Todraž
- enota Slovenska vas
- oddelek za tehnologijo